# Конституция Республики Мордовия
Конституция Республики Мордовия — основной закон Республики Мордовия в составе Российской Федерации.
Принята 21 сентября 1995 г. С изменениями от 28 февраля, 27 ноября 1997 г., 7 октября, 17 декабря 1999 г., 9 ноября 2000 г., 5, 10 января, 28 мая, 12 ноября 2001 г., 7 июля 2003 г., 28 января 2004 г., 30 марта, 23 декабря 2005 г., 26 апреля, 26 июня, 5 октября 2006 г.)
Состоит из:
- преамбулы «Мы, полномочные представители многонационального народа Российской Федерации, проживающего в Республике Мордовия,
  - исходя из ответственности за благополучие граждан,
  - подтверждая своё стремление к сохранению целостности Российской Федерации,
  - поддерживая принципы демократического, правового общества, утверждая права и свободы человека, гражданский мир и согласие,
  - заботясь о сохранении и самобытном развитии народов, проживающих на её территории,
  - осознавая Мордовию частью Великой России,
  - принимаем КОНСТИТУЦИЮ РЕСПУБЛИКИ МОРДОВИЯ»
- 10 глав
- и 112 статей

## Историческая справка
Конституция Республики Мордовия была принята Конституционным Собранием Республики Мордовия 21 сентября 1995 г. Всего внесено около 15 поправок. Последние касались порядка избрания Главы Республики. Теперь Конституция полностью соответствует федеральному законодательству и свободно распространяется на территории Республики Мордовия.

## Конституция Мордовской АССР при социализме
30 августа 1937 2-й Чрезвычайный съезд Советов Мордовии принял постановление «Об утверждении Конституции (Основного Закона) Мордовской Автономной Советской Социалистической Республики». Конституция Мордовии состояла из 11 глав и 113 статей. Она законодательно закрепила образование МАССР (декабрь 1934 г.), её общественное и государственное устройство. По Конституции 1937 г., МАССР вошла в состав РСФСР на правах автономной республики. Соответственно изменился её правовой статус. К ведению МАССР, исходя из национальных особенностей, был отнесён широкий круг вопросов в различных областях политической и социально-экономической жизни: полномочий в области национального государственного строительства (разработка Конституции МАССР, контроль за её соблюдением; установление административно-территориального деления по согласованию с ВС РСФСР), хозяйственного и социально-культурного развития (утверждение народно-хозяйственных планов, бюджета республики и отчёта об их исполнении; руководство бюджетом районных, городских и сельских Советов, установление в соответствии с законодательством СССР и РСФСР государственных и местных налогов и так далее), республиканского законодательства и контроля за проведением в жизнь законов СССР и РСФСР, охраны государственного порядка и прав граждан, организации судебных органов в автономной республике. Государственными символами МАССР являлись герб и флаг РСФСР с надписью на русском и мордовском (мокшанском и эрзянском) языках. 30 мая 1978 г. внеочередная 9-я сессия ВС МАССР приняла новую Конституцию Мордовии, состоявшую из 10 разделов, 16 глав, 161 статей, содержащих новые положения. В главе «Социальное развитие и культура» было сказано, что социальную основу МАССР составляет нерушимый союз рабочих, крестьян и интеллигенции. Статья 6 главы 1 закрепляла руководящую и направляющую роль КПСС в обществе. Во 2-м разделе «Государство и личность» содержался перечень прав граждан. В 5—6-м разделах давалась характеристика высших и местных органов власти и управления — однопалатного ВС и СМ МАССР, Советов народных депутатов в городах, районах, посёлках и других населенных пунктах.

## Конституция Мордовии в постсоветское время
В 1985—1995 гг. в результате осуществления демократических реформ в стране произошли радикальные изменения в политической и социально-экономической сферах: приоритет власти народа, многопартийность, равноправие различных форм собственности, свобода предпринимательской деятельности и другие. Эти положения нашли отражение в Конституции РФ (декабрь 1993 г.), в соответствии с которой 21 сентября 1995 г. Конституционное Собрание РМ приняло Конституцию Мордовии. В 2002 г. была издана в новой редакции (с учётом изменений и дополнений, внесенной законами РМ 1997 г., 1999—2001 гг.). Состоит из 2 разделов: 1-й включает в себя 12 глав и 119 статей, 2-й содержит заключительные и переходные положения. В 1-й главе провозглашены основы конституционного строя республики; во 2-й закреплены права и свободы человека и гражданина, гарантии их осуществления; в 3-й определены государственный статус и административно-территориальное устройство РМ; в 4—6-й представлена система высшей государственной власти: Глава Республики Мордовия как высшее должностное лицо возглавляет высший исполнительный орган РМ и выступает гарантом Конституции РМ; Государственное Собрание РМ представляет высшую законодательную (представительную) власть в РМ; Правительство РМ является постоянно действующим высшим исполнительным органом государственной власти; в 7-й установлены порядок назначения (избрания) и деятельности мировых судей; 8-я исключена; 9-я определяет статус адвокатуры и нотариата; 10-я закрепляет правовые основы организации местного самоуправления; 11-я определяет государственные символы и столицу РМ; 12-я глава устанавливает порядок внесения изменений и пересмотра Конституции Мордовии. Изменения в Конституцию Мордовии вносятся большинством, не менее 3/4 голосов от общего числа депутатов Государственного Собрания, либо по решению, принятому референдумом РМ. При необходимости пересмотра Конституции Мордовии новый проект принимает Конституционное Собрание РМ большинством голосов, не менее 2/3 от числа присутствующих членов.